# Mariko Ebralidze
Mariko Ebralidze (gruz. მარიკო ებრალიძე; ur. 4 lutego 1984 w Tbilisi) – gruzińska wokalistka.

## Życiorys
Ukończyła szkołę im. Zakarii Paliaszwilego w klasie pianina. W 2008 roku ukończyła Pedagogiczny Instytut Sztuk Muzycznych, zdobywając tytuł licencjata. Laureatka wielu nagród konkursów jazzowych. Od 2008 roku jest solistką big-bandu z Tbilisi. W tym samym roku wzięła udział w programie Warskwlawebis akademia, w którym zajęła trzecie miejsce.
Uczestniczka konkursów muzycznych Bravo, Sing Something, Ana-Bana. W 2011 roku brała udział w Black Sea Jazz Festival.
W lutym 2014 roku krajowy nadawca publiczny GPB poinformował, że wokalistka wraz z zespołem The Shin została wybrana wewnętrznie na reprezentantkę Gruzji podczas 59. Konkursu Piosenki Eurowizji w 2014 roku z utworem „Three Minutes to Earth”. 8 maja wystąpili podczas koncertu półfinałowego, nie zakwalifikowali się jednak do rundy finałowej.